# Jana Chlebowczyková
Jana Chlebowczyková (Praga, 22 aprile 1963) è un'ex cestista cecoslovacca.

## Carriera
Con la Cecoslovacchia ha disputato due edizioni dei Campionati europei (1983, 1985).